# Klub 27

Ein Graffito in Tel Aviv ergänzt den Maler Jean-Michel Basquiat (dritter von rechts) zu den Big Six, chronologisch geordnet von links: Brian Jones, Jimi Hendrix, Janis Joplin, Jim Morrison, Kurt Cobain und Amy Winehouse

Als Klub 27 (auch Club 27; englisch meist 27 Club oder Forever 27 Club) wird in uneinheitlicher Abgrenzung eine Reihe von Musikern bezeichnet, die im Alter von 27 Jahren starben. Vor allem stammen diese aus Rock- und Bluesmusik und starben durch selbstzerstörerische Ursachen wie Drogenmissbrauch und Suizid. Mit dem Klub 27 ist häufig die Vorstellung verbunden, dieses Alter sei für Musiker besonders gefährlich. Verschiedene Theorien und Spekulationen ranken sich um die Ursachen der frühen Tode und mögliche Zusammenhänge. Wissenschaftliche Quellen bezeichnen, auch auf Basis statistischer Untersuchungen, eine Häufung von Musikertoden im Lebensalter von 27 Jahren hingegen als Mythos, basierend auf selektiver Wahrnehmung.
Den engsten, stets inkludierten Kern des Klubs bilden vier berühmte US-amerikanische Musiker, nämlich die drei Anfang der 1970er verstorbenen Künstler Jimi Hendrix, Janis Joplin und Jim Morrison sowie Kurt Cobain, nach dessen Tod 1994 das Konzept des „Klub 27“ erstmals formuliert wurde und breitere Bekanntheit erlangte. Hinzugezählt werden zwei Briten – Brian Jones († 1969), der somit zum ersten „Mitglied“ des Klubs wurde, und Amy Winehouse, die nach ihrem Tod im Jahr 2011 dem Schlagwort vom „Klub 27“ zu einem Popularitätsschub verhalf. Diese sechs werden im Kontext der verschiedenen Erweiterungen auch die Big Six des Klubs genannt oder anderweitig als seine Hauptmitglieder ausgewiesen. Jones wird in manchen US-fokussierten Listen weiterhin weggelassen, die zum Teil den Bluesmusiker Robert Johnson († 1938) als sechstes (oder ansonsten siebtes) Mitglied hinzufügen.
Verschiedene Auflistungen ergänzen weitere Musiker, häufig beispielsweise die Amerikaner Alan Wilson († 1970), Ron McKernan († 1973) und Kristen Pfaff († 1994) sowie die Waliser Pete Ham († 1975) und Richey James Edwards (verschwunden 1995). Im weit gefassten Sinne umfasst der Klub alle namhaften Musiker, die in diesem Alter starben. Viele Listen erweitern den Klub um andere „Stars“: Durch Schauspieler (wie Anton Yelchin, † 2016) und andere Künstler (etwa den Maler Jean-Michel Basquiat, † 1988), manchmal auch durch Sportler und weitere Prominente.
Dem Klub wurden bereits mehrere Ausstellungen gewidmet, und neben dem Vertrieb von Merchandising-Produkten griffen auch Romane, Filme und Bühnenstücke das Thema auf.

## Geschichte
Brian Jones, Jimi Hendrix, Janis Joplin und Jim Morrison starben in den Jahren 1969 bis 1971, durch die Todestage von Jones (3. Juli 1969) und Morrison (3. Juli 1971) zudem innerhalb eines Zeitraums von genau zwei Jahren. Doch in der breiten Öffentlichkeit wurde zunächst keine Verbindung zwischen dem gemeinsamen Todesalter gezogen. Der Zusammenhang wurde zwar hin und wieder bemerkt, blieb aber eher eine Randnotiz ohne Konstruktion eines „Klubs“. Beispielsweise schrieb die Journalistin Nesta Roberts im September 1971 in einem Bericht über das von Fans verehrte Grab Jim Morrisons:

„Like Brian Jones, Janis Joplin, Jimi Hendrix: and at the same age, 27, he was found dead. In what proportion drink, drugs, and desperation respectively contributed to those deaths is a matter for individual conjecture.“

„Wie Brian Jones, Janis Joplin, Jimi Hendrix – und im selben Alter, 27, wurde er tot aufgefunden. Zu welchen Anteilen Alkohol, Drogen und Verzweiflung jeweils zu diesen Toden beigetragen haben, möge jeder für sich beurteilen.“

Erst mit dem Tode Kurt Cobains, knapp zweieinhalb Jahrzehnte nach den anderen, verbreitete sich die Vorstellung eines „Klub 27“ in der öffentlichen Wahrnehmung. Der Hendrix- und Cobain-Biograf Charles R. Cross macht hierfür einerseits die wachsende Bedeutung der Medien – namentlich von Internet, Fernsehen und Zeitschriften –, andererseits eine Interview-Antwort von Cobains Mutter mitverantwortlich. Diese hatte gegenüber einem Reporter der Aberdeener Zeitung The Daily World gesagt:

“Now he’s gone and joined that stupid club. I told him not to join that stupid club.”

„Jetzt ist er von uns gegangen und diesem blöden Klub beigetreten. Ich habe ihm gesagt, er soll diesem blöden Klub nicht beitreten.“

Im Nachruf der New York Times bezog Autor Timothy Egan das Zitat auf „rock stars like Jimi Hendrix, Janis Joplin and Jim Morrison who died young after having problems with drugs“. Das Sterbealter von 27 Jahren erwähnte Egan nicht. Auch Cross vermutet, dass sich Cobains Mutter auf Hendrix, Joplin und Morrison bezog, und zwar eben auf das gemeinsame Todesalter; weitere Autoren teilen seine Auffassung. Dagegen gehen Josh Hunter und Eric Segalstad, Verfasser eines Sachbuches zu den „27ern“, davon aus, dass es um einen tragischen Ausschnitt aus der Familiengeschichte geht: Zwei Onkel und ein Großonkel von Kurt waren ebenfalls durch Suizid gestorben.
Das Zitat wurde in der Newsweek-Ausgabe vom 18. April 1994 veröffentlicht, von Associated Press weltweit verbreitet, von Radio-DJs diskutiert und fand Widerhall in Internetforen und später auch in Blogs. Hier entwickelten sich Theorien wie die, dass Cobain seinen Freitod bewusst mit 27 gewählt habe, um dem Klub beitreten zu können. Trotzdem blieb die Bekanntheit des Klubs vorerst begrenzt. Rund zwei Monate später starb Kristen Pfaff, Bassistin in der Grunge-Band Hole von Cobains Frau Courtney Love, ebenfalls mit 27 an einer Überdosis. The Seattle Times widmete diesem Tod und seinen Konsequenzen mehrere Artikel, die auch ihr Alter erwähnten – nicht aber einen Klub 27.
In den folgenden Jahren wuchs die Bekanntheit des Klubs; nach der Jahrtausendwende eben auch durch Cross’ Biografien von Cobain (erschienen 2001) und Hendrix (2006) und die 2007 von ihm erhobene Behauptung, es gebe eine klare statistische Häufung von Musikertoden im Alter von 27 Jahren. In den späten 2000er Jahren gab es bereits vielfache Rezeption in der Populärkultur mit Filmen, Büchern und Ausstellungen zum Thema. Der Klub fand auch Erwähnung bei Ausführungen zu anderen Themen, etwa einem Buch über die jugendliche Gegenkultur. Zum 28. Geburtstag von Britney Spears am 2. Dezember 2009 titelte die Online-Boulevardzeitung TMZ.com Britney Defeats Curse You Didn't Know Existed; die Zeitung ging also nicht von einer breiten Bekanntheit des Klub 27 aus. Diese stieg sprunghaft an mit der Berichterstattung über den Tod von Amy Winehouse im Jahr 2011.

## Personen des „Klub 27“
Der „Klub 27“ hat seit Cobains Tod keine allgemein anerkannte Definition erfahren, sodass unterschiedliche Auffassungen existieren, wer dazugehört. Vor dem Tod von Winehouse wurden meist die fünf anderen besagten Musiker genannt, im engsten Sinne eingeschränkt auf die amerikanischen Musiker, also unter Ausschluss von Jones. Alternativ werden weitere Musiker aufgenommen, häufig beispielsweise Robert Johnson.
Im weiten Sinne werden alle bekannten Musiker und teils auch andere Künstler eingeschlossen, die im Alter von 27 starben. Dieses Todesalter soll nach diversen Quellen bei erfolgreichen Musikern besonders häufig auftreten, doch dies ist gemäß statistischen Untersuchungen sehr umstritten.

### Hauptmitglieder
Die folgenden sechs Musiker werden in allen oder den meisten Listen als dem Klub 27 zugehörig genannt:
| Foto | Name          | Todestag      | Alter                 | Offizielle Todesursache                                                        | Rolle in der Musik                                                        |
| ---- | ------------- | ------------- | --------------------- | ------------------------------------------------------------------------------ | ------------------------------------------------------------------------- |
|      | Brian Jones   | 3. Juli 1969  | 27 Jahre und 125 Tage | ertrunken in einem Schwimmbecken, genaue Todesumstände wurden nicht aufgeklärt | Gründungsmitglied der Rolling Stones, Gitarrist und Multi-Instrumentalist |
|      | Jimi Hendrix  | 18. Sep. 1970 | 27 Jahre und 295 Tage | erstickt an Erbrochenem nach einer Überdosis Alkohol und Schlaftabletten       | Rockgitarrist, Sänger und Songschreiber                                   |
|      | Janis Joplin  | 4. Okt. 1970  | 27 Jahre und 258 Tage | Überdosis Heroin                                                               | Leadsängerin und Songschreiberin mehrerer Rock- und Blues-Bands           |
|      | Jim Morrison  | 3. Juli 1971  | 27 Jahre und 207 Tage | Herzversagen, genaue Todesumstände wurden nicht aufgeklärt                     | Sänger, Songschreiber und Videoregisseur von The Doors                    |
|      | Kurt Cobain   | 5. Apr. 1994  | 27 Jahre und 44 Tage  | Suizid mit einer Schusswaffe unter Heroineinfluss                              | Sänger, Songschreiber und Gitarrist von Nirvana                           |
|      | Amy Winehouse | 23. Juli 2011 | 27 Jahre und 312 Tage | Alkoholvergiftung                                                              | Soul-Sängerin und Songschreiberin                                         |

### Weitere Musiker, die im Alter von 27 Jahren starben
Die nachstehende Liste gibt einen Überblick über eine Reihe von Musikern, die im Alter von 27 Jahren starben und von verschiedenen Quellen zum Klub 27 gezählt wurden. Beim häufig hinzugefügten Richey James Edwards wird der Tag seines spurlosen Verschwindens am 1. Februar 1995 als Todestag angenommen.
| Name                                   | Todestag        | Offizielle Todesursache                                                     | Rolle in der Musik                                                              |
| -------------------------------------- | --------------- | --------------------------------------------------------------------------- | ------------------------------------------------------------------------------- |
| Alexandre Levy                         | 17. Jan. 1892   | unbekannt                                                                   | Komponist, Pianist und Dirigent                                                 |
| Alexander Krakauer                     | 18. Juni 1894   | Blutsturz                                                                   | Komponist von Wienerliedern                                                     |
| Louis Chauvin                          | 26. März 1908   | Syphilis                                                                    | Ragtime-Pianist und -Komponist                                                  |
| Robert Johnson                         | 16. Aug. 1938   | ungeklärt                                                                   | Bluesmusiker, Gitarrist                                                         |
| Nat Jaffe                              | 5. Aug. 1945    | Bluthochdruck                                                               | Swing-Pianist                                                                   |
| Jesse Belvin                           | 6. Feb. 1960    | Verkehrsunfall                                                              | R&B-Sänger, -Pianist und -Songwriter                                            |
| Doug Watkins                           | 5. Feb. 1962    | Verkehrsunfall                                                              | Hardbop-Bassist, Gründungsmitglied der Jazz Messengers                          |
| Rudy Lewis                             | 20. Mai 1964    | ungeklärt, evtl. Drogen-Überdosis                                           | Mitglied der R&B-Band The Drifters                                              |
| Joe Henderson                          | 24. Okt. 1964   | Herzinfarkt                                                                 | Gospel-Sänger                                                                   |
| Rockin' Robin Roberts                  | 22. Dez. 1967   | Verkehrsunfall                                                              | Sänger, unter anderem der Rock-n'-Roll-Band The Wailers                         |
| Malcolm Hale                           | 30. Okt. 1968   | Kohlenstoffmonoxidintoxikation durch defekten Gasofen                       | Mitglied der Folk-Pop-Gruppe Spanky and Our Gang                                |
| Dickie Pride                           | 26. März 1969   | Überdosis Schlaftabletten                                                   | englischer Popsänger                                                            |
| Alexandra                              | 31. Juli 1969   | Verkehrsunfall                                                              | Schlager- und Chansonsängerin, Gitarristin und Komponistin                      |
| Ria Bartok                             | 2. März 1970    | Wohnungsbrand                                                               | Deutsch-französische Popsängerin                                                |
| Alan Wilson                            | 3. Sep. 1970    | Überdosis Barbiturate                                                       | Gründungsmitglied der Bluesrock-Band Canned Heat                                |
| Arlester „Dyke“ Christian              | 13. März 1971   | erschossen                                                                  | Mitglied der Funkband Dyke & the Blazers                                        |
| Linda Jones                            | 14. März 1972   | Diabetes                                                                    | Soul-Sängerin                                                                   |
| Leslie Harvey                          | 3. Mai 1972     | Stromschlag vom Mikrofon                                                    | Mitglied der Bluesrock-Band Stone the Crows                                     |
| Ron McKernan                           | 8. März 1973 ∗  | Gastrointestinale Blutung                                                   | Gründungsmitglied der Rockband Grateful Dead                                    |
| Roger Lee Durham                       | 27. Juli 1973   | Reitunfall                                                                  | Mitglied der Funkband Bloodstone                                                |
| Wallace Yohn                           | 12. Aug. 1974   | Flugzeugabsturz                                                             | Mitglied der Rockband Chase                                                     |
| Dave Alexander                         | 10. Feb. 1975   | Lungenödem infolge Alkoholmissbrauchs                                       | Bassist der Rockband The Stooges                                                |
| Pete Ham                               | 23. Apr. 1975   | Suizid                                                                      | Mitglied der Rockband Badfinger                                                 |
| Gary Thain                             | 8. Dez. 1975    | ungeklärt                                                                   | Mitglied der Hardrock-Band Uriah Heep                                           |
| Evangelina Sobredo Galanes („Cecilia“) | 2. Aug. 1976    | Verkehrsunfall                                                              | Spanische Komponistin und Sängerin                                              |
| Helmut Köllen                          | 3. Mai 1977     | Kohlenstoffmonoxidintoxikation durch laufenden Automotor                    | Mitglied der Rockband Triumvirat                                                |
| Debbie Weems                           | 22. Feb. 1978   | Medikamenten-Überdosis, wahrscheinlich Suizid                               | Darstellerin und Sängerin in der Kindershow Captain Kangaroo                    |
| Chris Bell                             | 27. Dez. 1978   | Verkehrsunfall                                                              | Sänger, Gitarrist und Liedschreiber der Rock-’n’-Roll-Band Big Star             |
| Jacob Miller                           | 23. März 1980   | Verkehrsunfall                                                              | Leadsänger der Reggae-Band Inner Circle                                         |
| D. Boon                                | 22. Dez. 1985   | Verkehrsunfall                                                              | Leadsänger und Gitarrist der Punkrock-Band Minutemen                            |
| Alexander Baschlatschow                | 17. Feb. 1988   | Sturz aus dem Fenster, ungeklärt, möglicherweise Suizid                     | einflussreicher Vertreter der russischen Rockmusik                              |
| Amar Singh Chamkila                    | 8. März 1988    | erschossen                                                                  | populärer Sänger und Liedermacher im Punjab                                     |
| Pete de Freitas                        | 14. Juni 1989   | Verkehrsunfall                                                              | Schlagzeuger der Rockband Echo & the Bunnymen                                   |
| Dimitar Voev                           | 15. Sep. 1992   | Krebs                                                                       | Gründer der bulgarischen New-Wave-Band Nova Generatsia                          |
| Mia Zapata                             | 7. Juli 1993    | erwürgt                                                                     | Leadsängerin der Punkrock-Band The Gits                                         |
| Kristen Pfaff                          | 16. Juni 1994   | Drogen-Überdosis                                                            | Bassistin der Grungeband Hole                                                   |
| Richey James Edwards                   | 1. Feb. 1995 ∗∗ | spurlos verschwunden, mutmaßlich Suizid                                     | Gitarrist und Texter der Rockband Manic Street Preachers                        |
| Randy Walker                           | 30. Nov. 1995   | erschossen                                                                  | Rapper, bekannt als „Stretch“                                                   |
| Patrick „Fat Pat“ Hawkins              | 3. Feb. 1998    | erschossen                                                                  | Rapper                                                                          |
| Freaky Tah                             | 28. März 1999   | erschossen                                                                  | Rapper bei der Hip-Hop-Gruppe The Lost Boyz                                     |
| Kami                                   | 21. Juni 1999   | Subarachnoidalblutung                                                       | Drummer von Malice Mizer                                                        |
| Sean McCabe                            | 28. Aug. 2000   | erstickt an Erbrochenem nach einer Überdosis Alkohol                        | Mitglied der Punkband Ink & Dagger                                              |
| Rodrigo Alejandro Bueno                | 24. Juni 2000   | Verkehrsunfall                                                              | argentinischer Cuarteto-Sänger                                                  |
| Maria Serrano Serrano                  | 24. Nov. 2001   | Flugzeugabsturz                                                             | Mitglied der Popgruppe Passion Fruit                                            |
| Jeremy Ward                            | 25. Mai 2003    | Drogen-Überdosis                                                            | Mitglied der Rockband The Mars Volta                                            |
| Bryan Ottoson                          | 19. Apr. 2005   | Medikamenten-Überdosis                                                      | Gitarrist der Metal-Band American Head Charge                                   |
| Tsakani Mhinga                         | 27. Feb. 2006   | Drogen-Überdosis                                                            | südafrikanische R&B-Sängerin                                                    |
| Valentín Elizalde                      | 25. Nov. 2006   | erschossen                                                                  | mexikanischer Sänger                                                            |
| Damien Morris                          | 19. Dez. 2007   | Verkehrsunfall                                                              | Leadsänger der australischen Death-Metal-Band The Red Shore                     |
| Orish Grinstead                        | 20. Apr. 2008   | Nierenversagen                                                              | Mitglied der Girl-Band 702                                                      |
| Elizabeth Amirian                      | 12. Feb. 2009   | von ihrem Verlobten vergewaltigt und ermordet                               | Singer-Songwriter                                                               |
| Lily Tembo                             | 14. Sep. 2009   | Gastritis                                                                   | sambische Sängerin und Radiomoderatorin                                         |
| Nate Niec                              | 6. Okt. 2009    | Motorradunfall                                                              | Bassspieler unter anderem in den Punkbands No Holds Barred und Das Maniacs      |
| Richard Turner                         | 11. Aug. 2011   | Schwimmunfall                                                               | britischer Jazztrompeter                                                        |
| Nicole Bogner                          | 5. Jan. 2012    | Krankheit                                                                   | österreichische ehemalige Sängerin der Symphonic-Metal-Band Visions of Atlantis |
| Sahara Davenport                       | 1. Okt. 2012    | Herzversagen                                                                | Amerikanische Drag Queen, Sängerin und Tänzerin                                 |
| Soroush Farazmand                      | 11. Nov. 2013   | Zusammen mit seinem Bruder Arash von einem früheren Bandmitglied erschossen | Gitarrist von The Yellow Dogs                                                   |
| Slađa Guduraš                          | 10. Dez. 2014   | Verkehrsunfall                                                              | Bosnisch-serbische Sängerin und Schauspielerin                                  |
| Tomas Lowe                             | 13. Feb. 2016   | Verkehrsunfall                                                              | Bassist der britischen Indierock-Band Viola Beach                               |
| Thomas Fekete                          | 31. Mai 2016    | Krebs                                                                       | Gitarrist der Indie-Rock-Band Surfer Blood                                      |
| Kim Jong-hyun                          | 18. Dez. 2017   | Suizid durch Kohlenstoffmonoxidintoxikation                                 | südkoreanischer Sänger der K-Pop-Band SHINee                                    |
| Fredo Santana                          | 19. Jan. 2018   | Leberzirrhose durch Medikamentenmissbrauch                                  | amerikanischer Rapper                                                           |
| Julián Figueroa                        | 9. Apr. 2023    | Herzinfarkt                                                                 | mexikanischer Sänger, Musiker und Singer-Songwriter                             |

### Andere Künstler und Prominente
Auch bekannte Vertreter anderer künstlerischer Sparten, die im Alter von 27 Jahren verstarben, werden von bestimmten Quellen zum „Klub 27“ gezählt oder zumindest parallel zu den darin Verstorbenen genannt.
Der Feuilletonist Frank Fischer listete, inspiriert vom Klub 27, zwanzig deutschsprachige Dichter und Schriftsteller auf, die in einem Alter von unter 30 Jahren starben. Darunter war 27 das häufigste Todesalter mit fünf Verstorbenen, von denen Georg Trakl auch in anderen Quellen zusammen mit dem Klub 27 genannt wurde:
- Johann Christian Günther (1695–1723), Lyriker
- Ludwig Hölty (1748–1776), volkstümlicher Dichter im Umfeld des Hainbunds
- Hermann Conradi (1862–1890), Schriftsteller des Naturalismus.
- Georg Trakl (1887–1914)[59][60][61], Dichter des Expressionismus
- Gerrit Engelke (1890–1918), Schriftsteller und Arbeiterdichter

Weitere Künstler, die zum Klub 27 ergänzt werden, sind unter anderem:
- Elisabetta Sirani (1638–1665), Malerin und Kupferstecherin[42]
- Mariano José de Larra (1809–1837), Schriftsteller[62]
- Master Juba (ca. 1825 – ca. 1852/53), afroamerikanischer Vorführtänzer (Todesalter ist unklar)[63]
- Miroslav Kraljević (1885–1913), Maler[42]
- August Macke (1887–1914), Maler[42]
- Rupert Brooke (1887–1915), Dichter[63]
- Barry Brown (1951–1978), Schauspieler[64]
- Masako Natsume (1957–1985), Schauspielerin[33]
- Jean-Michel Basquiat (1960–1988), Maler[38][63] (auch Musiker der Noise-Rock-Band Gray)[65]
- Rico Yan (1975–2002), Model und Schauspieler[42]
- Jonathan Brandis (1976–2003), Schauspieler[66][63]
- Andrea Absolonová (1976–2004), Turmspringerin und Pornodarstellerin[42][63]
- Dash Snow (1981–2009), Fotograf und Künstler[67]
- Justin Mentell (1982–2010), Schauspieler[38]
- Sahara Davenport (1984–2012), Dragqueen und Tänzerin[68]
- Maciej Szymon Cieśla (1989–2016), Grafiker[42]
- Anton Yelchin (1989–2016), Schauspieler[32] (auch Gitarrist der Band The Hammerheads)
- Harry Hains (1992–2020), Schauspieler[68]
- Chance Perdomo, Schauspieler[69]

Weniger oft werden auch Profisportler der Liste hinzugefügt. Beispiele hierfür sind:
- Steve Olin (1965–1993), Baseballspieler[63]
- Reggie Lewis (1965–1993), Basketballspieler[33][70]
- Andrés Escobar (1967–1994), Fußballspieler[68][63]
- Pat Tillman (1976–2004), Footballspieler und Soldat[70][63]
- Aaron Hernandez (1989–2017), Footballspieler[68]
- Tyler Skaggs (1991–2019), Baseballspieler[70]
- Juan Izquierdo (1997–2024), Fußballspieler[71]

Hinzu kommen manchmal einige andere, aus verschiedenen Gründen berühmte oder medial präsente Personen.
- Johannes XII. (937/939–964), Papst (Todesalter ist unklar)[63]
- Joseph Merrick (1862–1890), der „Elefantenmensch“[72][63]
- Henry Moseley (1887–1915), Physiker[63]
- Ghazi I., König des Irak (1912–1939)[63]
- Camilo Cienfuegos (1932–1959), kubanischer Revolutionär[73]
- Pamela Courson (1946–1974), Model und Lebensgefährtin von Jim Morrison[74]
- Bobby Sands (1954–1981), IRA-Mitglied[63]
- Andrew Phillip Cunanan (1969–1997), amerikanischer Serienmörder, u. a. von Gianni Versace[63]
- Jade Goody (1981–2009), Reality-TV-Persönlichkeit, unter anderem bekannt aus Big Brother[75]
- Benjamin Keough (1992–2020), Sohn von Lisa Marie Presley, Enkel und einziger männlicher Nachkomme von Elvis Presley[76]

### Manchmal zum Klub 27 gezählt trotz anderem Todesalter
Durch ungenügende Recherche werden auch manche Personen mit anderem Todesalter gelegentlich zum erweiterten Klub 27 gezählt. Dies passiert insbesondere dann leicht, wenn die Differenz von Geburts- und Todesjahr 27 beträgt, die Person ihren 27. Geburtstag aber noch nicht erlebt hatte. Beispielsweise starben die von einzelnen Quellen gelisteten amerikanischen Maler William Bliss Baker (1859–1886) und Arman Manookian (1904–1931) und der Schauspieler Jon-Erik Hexum (1957–1984) jeweils kurz vor dem 27. Geburtstag. Cobain-Biograph Charles R. Ross und andere zählten auch Frederick Heath, besser bekannt unter dem Pseudonym „Johnny Kidd“, Frontmann der Rock-’n’-Roll-Band Johnny Kidd & the Pirates, zum Klub 27. Heath starb 1966 bei einem Verkehrsunfall, gemäß von ihm angegebenem Geburtsdatum im Dezember 1939 über zwei Monate vor seinem 27. Geburtstag. Tatsächlich hatte sich Heath aus Marketinggründen jünger gemacht, war 1935 geboren und bei seinem Tod bereits 30 Jahre alt.
Ebenfalls leicht dem entsprechenden Irrtum unterliegen Künstler mit einer Differenz von 28 Jahren bei Geburts- und Sterbealter, die den 28. Geburtstag bereits hinter sich hatten. Das Musikmagazin Rolling Stone listete hier unter anderem den Singer-Songwriter Tim Buckley (1947–1975, Tod durch Drogen-Überdosis), eine andere Liste den deutschen Rapper Samson Wieland (1990–2018) vom Duo SAM.
Bei anderen ergänzten Personen passen auch die Lebensjahre nicht. Die Liste von Rolling Stone enthielt außerdem Don Drummond (1932–1969) von The Skatalites und den Pennywise-Bassisten Jason Thirsk (1967–1996), die sich im jeweiligen Alter von 37 und 28 Jahren das Leben nahmen. Auch der vereinzelt genannte Schauspieler Heath Ledger (1979–2008) war 28 Jahre alt. Umgekehrt war der teilweise ebenfalls hinzugefügte Mac Miller (1992–2018) ausweislich seiner Lebensjahre erst 26 Jahre alt.

## Gemeinsamkeiten der Musiker
Der nach dem Tode Cobains im Jahr 1994 breite Wahrnehmung erlangende „Klub 27“ im engeren Sinne – also bestehend aus Jones, Hendrix, Joplin, Morrison und Cobain – wurde häufig als Zusammenfassung von Musikern dargestellt, die eine Vielzahl von Gemeinsamkeiten eint. Neben dem Todesalter nennen die Quellen häufig den exzessiven Lebensstil der Künstler, ihren außergewöhnlichen musikalischen Einfluss sowie die Ursachen und Umstände der jeweiligen Tode. Nach dem Tode von Winehouse wurde auch sie in die Analyse von Gemeinsamkeiten einbezogen, insbesondere hinsichtlich des Rauschmittelmissbrauchs.

### Besondere musikalische Bedeutung
Die Musiker beziehungsweise ihre jeweiligen Bands zählen zu den einflussreichsten der Rockgeschichte. Jones war Lead-Gitarrist der Rolling Stones, einer der kommerziell erfolgreichsten Rockbands überhaupt. Hendrix’ Gitarrenspiel nahm nachhaltigen Einfluss auf die Entwicklung der Rockgeschichte. Joplin gilt als eine der Zentralfiguren der Hippiezeit. Morrisons Band The Doors war stilprägend für die 1960er Jahre. Cobain verhalf mit Nirvana dem Grunge zu seiner Hochphase und brachte den Indie-Rock zum Mainstream. Das Musikmagazin Rock Hard nannte die Band daher die „wichtigste Rockband der 90er Jahre“. Jeremy Simmonds, der Autor von Number One in Heaven: The heroes who died for Rock ’n’ Roll, zählt diese Musiker wegen ihrer Bedeutung zu den in den USA so genannten heritage artists, also den Künstlern, die das kulturelle Erbe mitbestimmt haben:

“Someone who’s made a real difference to rock’n’roll. Hendrix, Joplin, The Doors, Nirvana, The Stones – these are all bands and individuals whose music was truly great.”

„Jemand der Rock ’n’ Roll sehr entscheidend verändert hat. Hendrix, Joplin, The Doors, Nirvana, The Stones – alles Bands und Individuen, deren Musik herausragend war.“

### Rauschmittel als gemeinsame Todesursache
Als Gemeinsamkeit dieser Tode wird in Darstellungen des „Klub 27“ immer wieder herausgestellt, dass alle auf den Missbrauch von Alkohol oder anderen Suchtmitteln zurückgeführt werden können. Bei Hendrix waren zunächst härtere Drogen als Todesursache vermutet worden; jedoch wurde später festgestellt, dass er Alkohol und Schlaftabletten konsumiert hatte und an seinem Erbrochenen erstickt war. Bei Joplin wurde eine Überdosis an Heroin und Alkohol als offizielle Todesursache attestiert. Cobain hatte sich mit einem Kopfschuss das Leben genommen. Die Autopsie wies in seinem Körper allerdings Beruhigungsmittel und Heroin in einer so hohen Dosis nach, dass diese ebenfalls schnell zum Tode geführt hätte. Die Todesumstände von Jones und Morrison wurden zwar nicht abschließend aufgeklärt, aber auch bei ihnen darf angenommen werden, dass Drogen im Spiel waren. Jones war für seinen Drogenkonsum bekannt und soll auch am Abend seines Todes Alkohol und Beruhigungsmittel zu sich genommen haben. Sein Ertrinken könnte auf einen Asthmaanfall unter dem Einfluss dieser Rauschmittel zurückzuführen sein. Auch Morrison konsumierte regelmäßig Heroin. Sein Leichnam wurde nur deshalb nicht obduziert, weil die Untersuchungsbeamten sich sicher waren, dass eine Obduktion den Verdacht einer Überdosis bestätigen würde. Eine solche Untersuchung war nur im Falle des Mordverdachts vorgeschrieben. Stattdessen wurde lapidar „Herzversagen“ als Todesursache festgehalten.

### Mordtheorien und andere Spekulationen
Eine weitere Verbindung, die regelmäßig zwischen diesen Musikern gezogen wird, ist der Tod „unter mysteriösen Umständen“. Während die offiziell festgestellte Todesursache von Joplin weitgehend anerkannt ist, werden zumindest bei Jones, Hendrix, Morrison und Cobain offen andere Möglichkeiten diskutiert. So heißt es, Brian Jones sei vom Bauunternehmer Frank Thorogood ermordet worden. Laut Stephen Wolleys Film Stoned habe Thorogood den Mord 1993 auf dem Sterbebett gestanden. Der Fall wurde daraufhin polizeilich erneut untersucht, die offizielle Todesursache jedoch nicht geändert. Bezüglich Hendrix wird unter anderem spekuliert, er sei von seinem Manager ermordet worden. Außerdem ermittelte Scotland Yard 1993 nochmals ergebnislos gegen Monika Dannemann, in deren Hotelzimmer Hendrix gestorben war. Zu Jim Morrisons Tod gibt es mehrere Theorien. Gemeinsamer Ausgangspunkt ist das Fehlen einer Obduktion. Biografen werfen beispielsweise die Möglichkeiten auf, Morrison sei das Opfer einer Verschwörung gewesen oder habe seinen Tod nur vorgetäuscht. Auch zum Tode Kurt Cobains wurden verschiedene Mordtheorien entwickelt. Nach der wohl bekanntesten – vorgestellt etwa durch Nick Broomfields Dokumentarfilm Kurt & Courtney – soll Cobains Frau Courtney Love für den Tod des Musikers verantwortlich sein. Daneben wird bisweilen die eingangs erwähnte Theorie vertreten, Cobain habe sich selbst in der Absicht getötet, in den „Klub 27“ zu kommen. In der Tat wusste Cobain, dass Hendrix, Joplin und Morrison alle nur 27 Jahre alt geworden waren, und hatte als Kind fälschlicherweise geglaubt, alle seien durch Suizid gestorben. Als 14-Jähriger hatte er zu Schulfreunden gesagt, er wolle ein berühmter Musiker werden und sich dann umbringen wie Jimi Hendrix. Später erklärte er außerdem, er wolle nicht dreißig werden. Diese Äußerungen werden zur Unterstützung der Theorie herangezogen. Allerdings seien solche Aussagen laut Cross nicht unüblich für Jungen dieses Alters, und weder Cobains Abschiedsbrief noch sein Verhalten kurz vor dem Suizid weisen auf den Klub 27 hin. Darüber hinaus hatte Cobain bereits mehrere Suizidversuche unternommen, bevor er 27 geworden war.

## Erklärungsansätze
Vor allem, wenn der „Klub 27“ nach der weiteren Definition verstanden wird, die alle berühmten, mit 27 gestorbenen Musiker einschließt, stellt sich die Frage, warum gerade das Todesalter maßgebliches Abgrenzungskriterium der Gruppe sein soll. Diese Frage wird unterschiedlich behandelt: Zum einen wird behauptet, es trete bei Erfolgsmusikern besonders häufig auf; verschiedene Theorien versuchen, diese vermeintliche Besonderheit zu erklären. Zum anderen wird die Zahl 27 als Zufallsprodukt gedeutet; es sei ebenso möglich, „Klubs“ mit anderen Todesaltern zusammenzustellen. In wissenschaftlichen Untersuchungen konnte eine statistisch signifikante Häufung von Todesfällen bei 27-jährigen Musikern nicht nachgewiesen werden. Der Klub 27 ist deshalb ein vor allem von den Medien geprägter Begriff.

### Theorien zum Todesalter 27
Unter der Voraussetzung, dass der Klub 27 tatsächlich ein reales Phänomen darstellt und überdurchschnittlich viele Musikstars im Alter von 27 Jahren sterben, wurden über die Ursachen unterschiedliche Vermutungen angestellt.

#### Exzessiver Lebensstil
Oftmals wird als Grund der exzessive Lebensstil der Musiker angegeben, der häufig mit Redensarten wie “Live Fast, Love Hard, Die Young” (deutsch: „Lebe schnell, liebe intensiv, stirb jung“) oder “Sex and Drugs and Rock ’n’ Roll” (deutsch: „Sex und Drogen und Rock ’n’ Roll“) umschrieben wird. Welt-Autor Pilz folgert daraus, dass Musiker „entweder mit 27 an ihren Berufskrankheiten sterben oder sich von tödlichen Gewohnheiten verabschieden“, um dann deutlich länger zu leben. Der Rolling Stone untermauert diese Theorie mit der Feststellung, dass die Todesursachen der 27-jährig gestorbenen Musiker meist „tragisch“ seien: „Heroin, Alkohol, Schlaftabletten oder eine krude Kombination daraus.“

#### Borderline-Syndrom
Borwin Bandelow, Facharzt für Neurologie und Psychiatrie, vermutet, dass das Borderline-Syndrom die Ursache für die maßlose Lebensweise vieler Künstler des Klub 27 ist. Dieses Syndrom äußert sich vor allem durch Impulskontrollstörungen und tritt häufig zusammen mit selbstverletzendem Verhalten und Suizidalität auf. Darüber hinaus sieht er einen Zusammenhang zwischen dieser Persönlichkeitsstörung und dem Todesalter, da er in einer Studie beobachtet hat, dass Borderline-Störungen durchschnittlich im Alter von 26,9 Jahren ihre schwerste Ausprägung erreichen.

#### Quarterlife Crisis
Auf der Suche nach einer Erklärung zieht Christian Koch für das britische Lifestyle-Magazin Stylist die sogenannte Quarterlife Crisis heran. Unter Berufung auf einen Neurowissenschaftler und Psychiater sowie auf einen Quarterlife-Crisis-Spezialisten kommt er zu dem Schluss, diese Sinnkrise, die Menschen Mitte zwanzig ereilt, wirke sich bei Rockstars stärker aus, weil sie sich aufgrund ihrer Bekanntheit seltener im Freien zeigten. Dadurch komme es zu einem geringen Vitamin-D-Spiegel im Körper, der die Musiker für Depressionen und damit für Suizid und Alkohol- oder Drogenmissbrauch anfälliger mache.

#### Selbsterfüllende Prophezeiung
Alternativ könne es sich laut Koch auch um einen Fall einer selbsterfüllenden Prophezeiung handeln: Schon das Wissen vom Klub 27 führe zu Ängsten und selbstzerstörerischem Verhalten. Bei Menschen, die unter besonderer Aufmerksamkeit der Medien stehen, nehme die Suizidrate daher zu.
Tatsächlich äußerten verschiedene Musikstars Befürchtungen, mit 27 Jahren zu sterben. Beispielsweise erklärte die Country-Sängerin Gretchen Wilson im Hinblick auf den Klub, sie habe sich besonders gefreut, mehr als 27 Geburtstage erlebt zu haben. Auch die Popsängerin Britney Spears soll gegenüber dem Journalisten Ian Halperin ihre Furcht geäußert haben, wie Joplin und Cobain mit 27 Jahren zu sterben. Ähnliche Ängste soll die britische Soulsängerin Amy Winehouse, die später tatsächlich 27-jährig starb, ihrem ehemaligen persönlichen Assistenten Alex Haines gestanden haben.

### Die Frage nach der realen Basis des Klub 27

#### Behauptungen einer Häufung von Musikertoden im Alter von 27 Jahren
In Beschreibungen des Klub 27 wird regelmäßig vorgebracht, eine außergewöhnlich hohe Zahl bedeutender Musiker sei in diesem Alter gestorben. Beispielsweise äußerte Charles R. Cross hierzu: “[The] number of musicians who passed away at 27 is truly remarkable by any standard. Though humans die regularly at all ages, there is a statistical spike for musicians who die at 27.” (deutsch: „[Die] Anzahl der Musiker, die mit 27 starben, ist im Vergleich wirklich erstaunlich. Obwohl Menschen gleichmäßig in jedem Alter sterben, gibt es eine statistische Spitze für Musiker, die mit 27 sterben.“) In der Gesamtbevölkerung gebe es diesen statistischen Anstieg nicht, nur unter Musikern. Letztlich, so Cross, könne der Klub 27 auch als Zufall oder, sofern man daran glaube, als Fluch erklärt werden. Michael Pilz schrieb für Die Welt, der Klub 27 sei kein Mythos, Wissenschaftler hätten sich damit befasst und festgestellt, dass Popstars „rein statistisch“ häufig mit 27 sterben würden. Allerdings nennen beide Autoren weder Zahlen noch die Statistiken, auf die sie sich berufen.

#### Zweifel an einer Häufung
In ähnlichem Maße, wie Erklärungen für das Phänomen Klub 27 gesucht werden, wird hinterfragt, ob es überhaupt eine statistische Besonderheit am Todesalter 27 gebe. Hunter und Segalstad drücken aus, dass es sich beim Klub 27 ihrer Meinung nach um einen Fall von Legendenbildung handelt: Im Widerspruch zu Aussagen wie der von Pilz, der Klub 27 sei kein Mythos, nannten sie ihr Buch zu diesem Thema The 27s: The Greatest Myth of Rock & Roll (deutsch: Die 27er: Der größte Mythos des Rock ’n’ Roll). In der Einleitung zu diesem Werk schreiben sie: “The 27 Club is a pop culture enigma, and for those who believe in it, it is a curse that ends the lives of extremely talented musicians once they hit the age of 27.” (deutsch: „Der Klub 27 ist ein popkulturelles Mysterium, und für diejenigen, die an ihn glauben, ist er ein Fluch, der das Leben extrem talentierter Musiker beendet, sobald sie 27 werden.“)
Um zu verdeutlichen, dass die Konzentration auf die Zahl 27 auch das Ergebnis eines Zufalls sein könnte, wird immer wieder argumentiert, man könne auch verstorbene Musikstars mit einem anderen gemeinsamen Todesalter gruppieren. Als Beispiele nennt Cross Lester Bangs, Bon Scott von AC/DC und Blind Lemon Jefferson, die allesamt 33-jährig verstarben, sowie den DJ Alan Freed, Richard Manuel von der Rockgruppe The Band, Peter Tosh und Elvis Presley, die man als „Klub 42“ zusammenfassen könnte. Häufig werden zum Klub 27 auch near misses vorgestellt, also Musiker, die das Todesalter 27 knapp verfehlten. So nennt Francesca Steele in einem Artikel für die britische Tageszeitung The Times unter anderem Otis Redding, Paul Kossoff, Gram Parsons und Nick Drake, die jeweils nur 26 Jahre alt wurden. Allerdings wurde keiner solchen Gruppe die Aufmerksamkeit zuteil, die der Klub 27 erfährt.

#### Statistische Studien
Wissenschaftliche Studien untersuchten, ob es bei Musikern eine Häufung beim Todesalter von 27 Jahren gab. Dabei ergibt sich die grundsätzliche Frage, was genau die zu untersuchende Grundmenge ist, und das Problem der leicht passierenden Stichprobenverzerrung zugunsten von Musikertod im Alter von 27 Jahren durch die Aufmerksamkeit, die der Klub auf diese Musiker und ihre Umfeld lenkt. Die Studien wiesen einerseits eine für Musiker deutlich erhöhte Wahrscheinlichkeit nach, in jungen Jahren zu sterben. Die Frage einer Häufung beim Todesalter von 27 Jahren lieferte widersprüchliche Ergebnisse.
Eine nicht direkt im Zusammenhang mit dem Klub 27 stehende, 2007 im britischen Journal of Epidemiology and Community Health veröffentlichte Studie der Liverpool John Moores University ergab, dass Rockstars im Vergleich zum Rest der Bevölkerung früher sterben, und dass die Sterbewahrscheinlichkeit vor allem in den ersten fünf Jahren des Ruhmes besonders hoch ist. In den 1960er und 1970er Jahren war der Unterschied sogar noch größer als zu Beginn des 21. Jahrhunderts.
Die kanadische Zeitung The Globe and Mail sammelte nach dem Tod von Amy Winehouse im Juli 2011 die Lebensdaten von 115 Musikern, die im Alter von unter 50 Jahren verstorben waren. Hier war 27 das mit Abstand häufigste Todesalter, mit 23 Musikern oder genau 20 %. Die zweitmeisten Toten gab es mit 30 Jahren – nur 9 an der Zahl.
Eine Studie an der Universität Queensland in Australien, deren Ergebnisse Ende 2011 veröffentlicht wurden, konnte keine statistische Signifikanz nachweisen. Zwar gebe es eine zwei- bis dreimal höhere Wahrscheinlichkeit für Musiker, im Alter zwischen 20 und 40 zu sterben, aber für das exakte Alter 27 gebe es keine statistisch auffällige Häufung. Untersucht wurden über 1000 Musiker, die in den Jahren 1956 bis 2007 mindestens ein Nummer-eins-Album in Großbritannien hatten. Für jedes Alter wurde zunächst als Grundmenge die Anzahl der Musiker bestimmt, die einerseits in spätestens diesem Alter bereits einen Nummer-1-Hit hatten, und andererseits dieses Lebensalter überhaupt erreichten. Aus der jeweiligen Grundmenge wurden wiederum jene Musiker bestimmt, die genau in diesem Alter starben. Für das Alter von 27 Jahren ergab dies eine Grundmenge von 522 Musikern, und hiervon 3 Musiker oder 0,57 % Todesfälle (nämlich Jones, Cobain und Winehouse). Die analoge Rechnung ergab – bei jeweils ebenfalls 3 Todesfällen – eine Sterberate von 0,56 % im Alter von 25 Jahren und von 0,54 % im Alter von 32 Jahren, also keine erkennbare Häufung bei 27. Die Autoren der Studie weisen allerdings selbst auf das stark eingeschränkte Datenmaterial hin. Da insbesondere Hendrix, Joplin und Morrison keine Nummer-eins-Alben in Großbritannien hatten, waren ihre Daten nicht Bestandteil der Studie.

## Rezeption und Kommerzialisierung

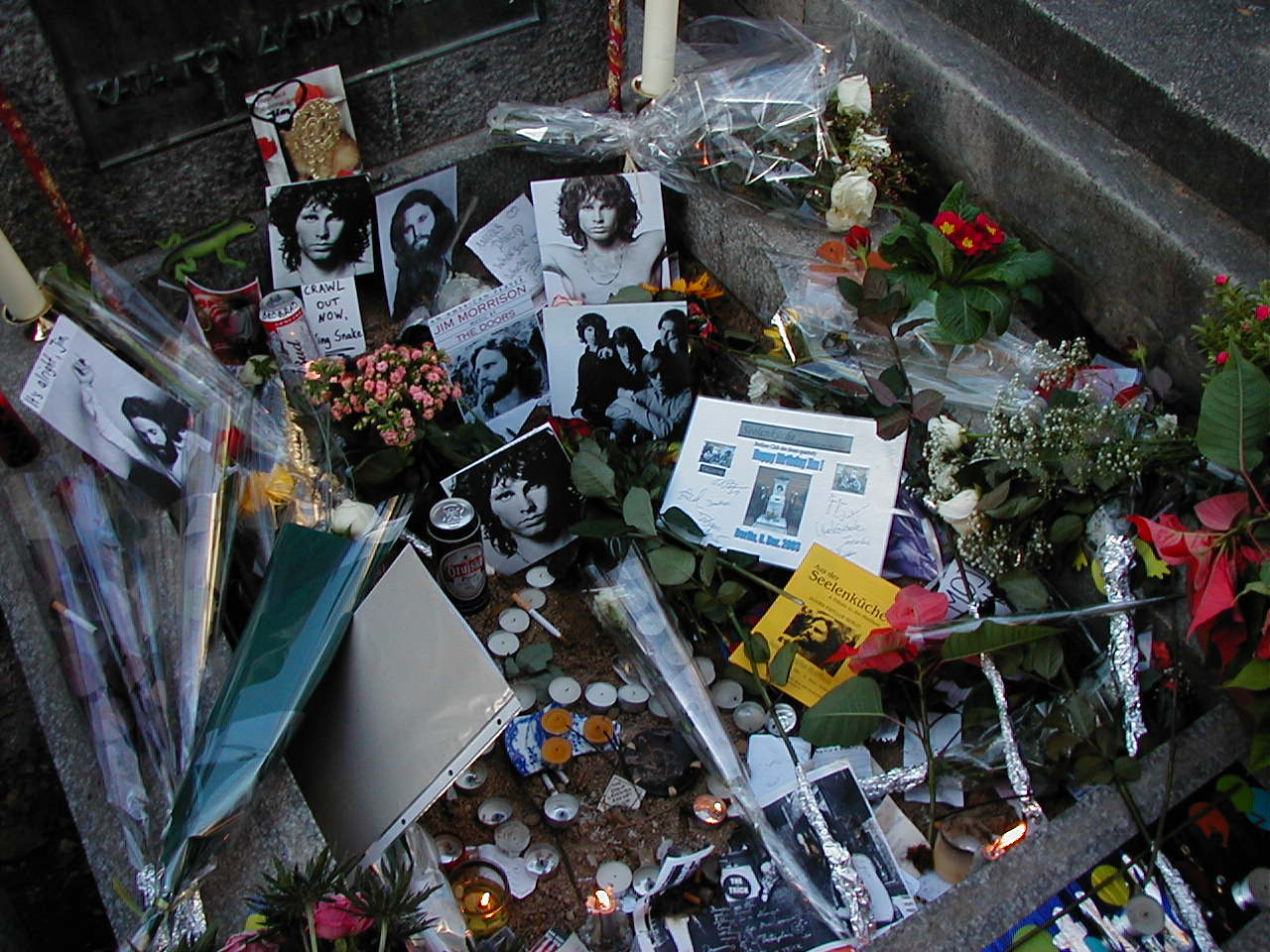
Am Grab Jim Morrisons auf dem Pariser Friedhof Père-Lachaise liegen unter anderem Blumen, Fotos und Briefe.

Waren die sechs zentralen Personen des Klubs zu Lebzeiten bereits äußerst erfolgreiche Künstler gewesen, so avancierten sie spätestens posthum zu Musiklegenden. Aber nicht nur die einzelnen Mitglieder, auch der Klub selbst erlangte im Laufe der Zeit Kultstatus. Er wird in Medien und Kultur referenziert und für Merchandising-Produkte wie T-Shirts, Poster oder Sachbücher kommerzialisiert. In einer im Jahr 2010 veröffentlichten Hitliste der 50 schlimmsten Sachen, die der Musik passieren können des amerikanischen Musikmagazins Blender nahm The age of 27 (deutsch: Das Alter 27) den achten Platz ein. Fans widmen dem Klub Websites. Verschiedene Ausstellungen machten sich den Klub zum Gegenstand, zum Beispiel die im Jahr 2008 eröffnete Fotoausstellung Forever 27 in der Londoner Galerie Proud Camden oder die Sonderausstellung von 2009 The Sun Ain’t Gonna Shine Anymore – Tod und Sterben in der Rockmusik im Gronauer rock’n’popmuseum.
Mehrere fiktionale Werke greifen das Thema auf. Der Film The 27 Club feierte im Jahr 2008 auf dem Tribeca Film Festival Premiere. Er dreht sich um einen Musiker, dessen Bandkollege kurz nach seinem 27. Geburtstag Suizid beging. Paul McComas’ Roman Unplugged aus dem Jahr 2002 erzählt von der Krise einer Rockmusikerin, die im Alter von 27 Jahren auf dem Höhepunkt ihrer Karriere verschwindet. Der im Mai 2011 erschienene Debütroman 27 von Kim Frank, dem Sänger der Gruppe Echt, schildert die Angst eines Rockmusikers, seinen 28. Geburtstag nicht mehr zu erleben. Das Cover des Buchs zieren die Konterfeis von Jones, Hendrix, Joplin, Morrison und Cobain. Ian Halperins Off-Broadway-Stück 27 Heaven zeigt, wie Kurt Cobain nach seiner Selbsttötung im Himmel auf Hendrix, Morrison und Joplin trifft.
Auch in der Rockmusik selbst wurde der Klub 27 thematisiert. Beispielsweise behandelt die Single Out of Control des australischen Rock-Trios Tin Alley das Thema, wie Jim Siourthas, Sänger und Gitarrist der Gruppe, in einem Interview erklärte. Anlass, den Song zu schreiben, war, dass der Tin-Alley-Schlagzeuger Peter Hofbauer bei einem Verkehrsunfall mit 27 Jahren beinahe gestorben wäre.
Auch Dark Side, der Song der finnischen Band Blind Channel zum Eurovision Song Contest 2021, greift den Klub auf:

“Like the 27 Club, headshot, we don't wanna grow up”

„Wie der 27 Club, Kopfschuss, wollen wir nicht erwachsen werden“

Selbst zu Werbezwecken wurde der Klub 27 herangezogen. So werden etwa auf der Website Term Life Insurance unter Verweis auf die Todesfälle des Klubs Lebensversicherungen beworben.
Die holländische Bluesrock-Band DeWolff schrieb über den Klub 27 den Song Made it to 27, der sich auf dem 2020 erschienenen Album Tascam Tapes befindet. Im April 2021 veröffentlichten der Musiker Thees Uhlmann und der Schriftsteller Benjamin von Stuckrad-Barre den gemeinsamen Song Club 27 aus Anlass des 27. Todestages von Kurt Cobain. 2021 veröffentlichte das Unternehmen Over The Bridge eine Sammlung von Stilkopien, die von einer Künstlichen Intelligenz per Computer angefertigt wurden; dabei unter anderem Amy Winehouse, Jimi Hendrix und Kurt Cobain.